# Confort-Meilars
Confort-Meilars (en bretó Koñforzh-Meilar) és un municipi francès, situat a la regió de Bretanya, al departament de Finisterre. L'any 2006 tenia 762 habitants.

## Demografia
| 1962                                       | 1968 | 1975 | 1982 | 1990 | 1999 |  |
| ------------------------------------------ | ---- | ---- | ---- | ---- | ---- |  |
| 670                                        | 635  | 601  | 695  | 727  | 747  |  |
| Des de 1962: població sense dobles comptes |      |      |      |      |      |  |

## Administració
| Període | Identitat    | Partit |
| ------- | ------------ | ------ |
| 2001-   | Paul Gueguen |        |